# Puma Punku
Puma Punku – część monumentalnego kompleksu świątynnego lub innej budowli – jeden z elementów przestrzeni archeologicznej Tiahuanaco w Boliwii. Puma Punku znajduje się na wysokości około 3800 m n.p.m. 

## Opis
Puma Punku zbudowane jest na prostokątnym planie o wymiarach ok. 167 na 117 m. W centralnym miejscu wznosiła się Brama Słońca, stojąca na ważącej ok. 131 ton płycie z czerwonego piaskowca o wymiarach 7,81 × 5,17 × 1,07 m. Cała konstrukcja, ważąca według szacunków ok. 450 ton składała się z wielu ściśle spasowanych przypominających przestrzenne puzzle monolitów o skomplikowanym kształcie, wymagającym stosowania wiedzy z zakresu geometrii wykreślnej. Największy z monolitów ma wymiary 871 × 517 × 107 cm. Materiałem budowlanym zastosowanym do budowy jest: andezyt oraz czerwony piaskowiec. Materiał ten występuje dopiero w pobliżu jeziora Titicaca, odległego o 15 km od zabytku, co nasuwa szereg niewyjaśnionych pytań o sposób transportowania i obróbki tych gigantycznych głazów.
Jedna z teorii mówi o zastosowaniu tzw. geopolimerów do tworzenia kamiennych bloków. Nie byłyby więc one monolitami, ale blokami odlewanymi w formach podobnie jak beton. W taki sposób znacznie łatwiej uzyskać powtarzalne bryły z precyzyjnymi wgłębieniami niż przy zastosowaniu obróbki kamienia.
Nad tym, jak ten kompleks reprezentujący nadzwyczaj wysoki poziom zastosowanej technologii oraz wiedzy inżynierskiej, mogła pobudować cywilizacja prekolumbijska, od lat zastanawiają się specjaliści reprezentujący rozmaite dziedziny nauki. Wątpliwości pozostają do dziś.

## Datowanie
Nie ma też jednomyślności odnośnie do datowania czasu tworzenia tej budowli. Przeważa pogląd, wspierany przez testy wykonywane metodą datowania radiowęglowego, wskazujące przedział lat od 536 do 600 roku n.e. To przemawia przeciwko datowaniu powstania bramy Puma Punku, znanej również jako Brama Słońca, proponowanej przez Arthura Posnanskyego, a dokonanej poprzez pozycjonowanie i orientację astronomiczną głównych elementów budowli w stosunku do Słońca. Uwzględniając zjawisko precesji – przesuwania się osi obrotowej Ziemi – twierdził on, że budowla mogła powstać od 14 do 15 tysięcy lat temu.

## Galeria zdjęć

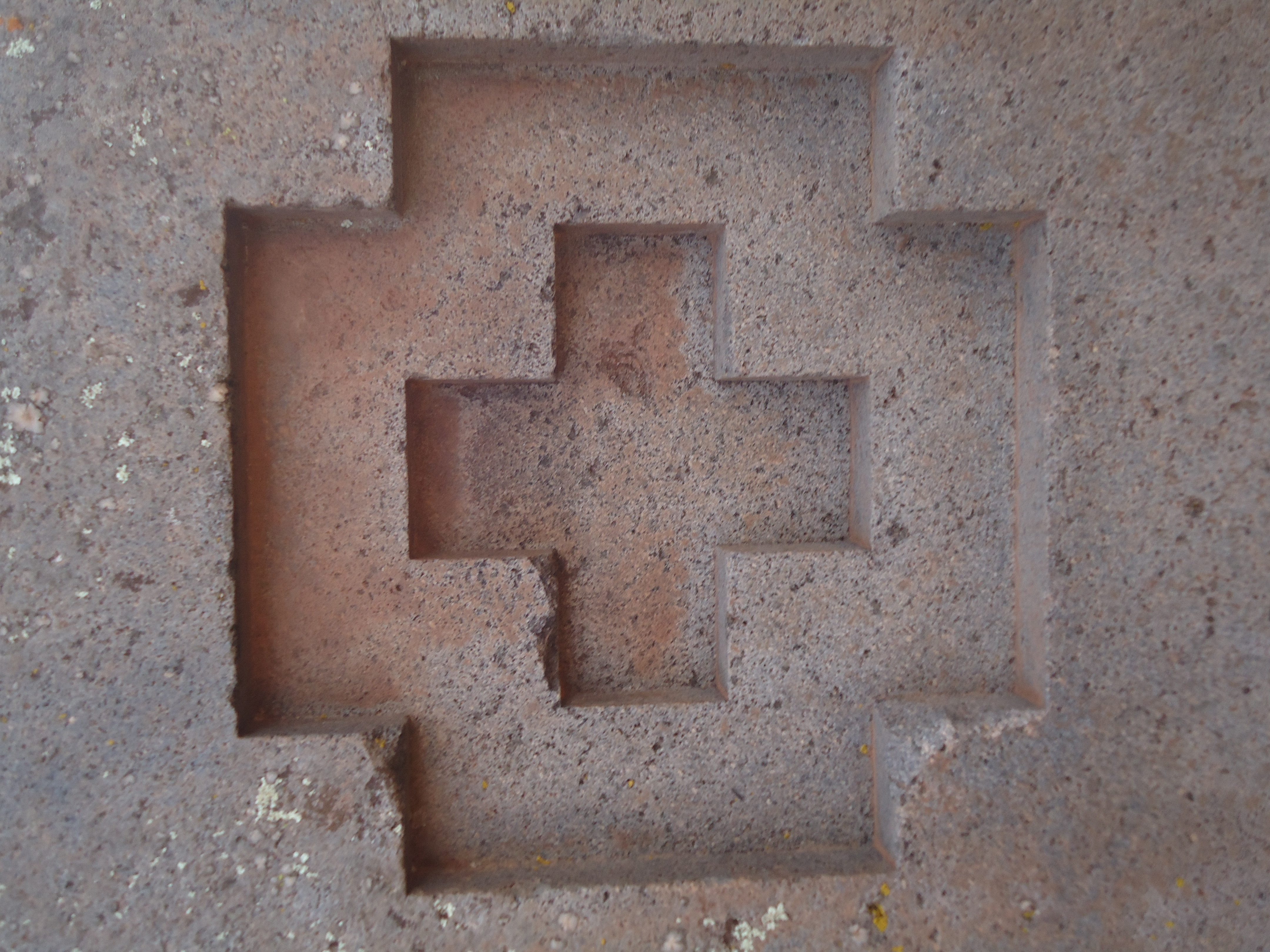
Przykład obróbki wgłębnej andezytowego kamienia konstrukcyjnego
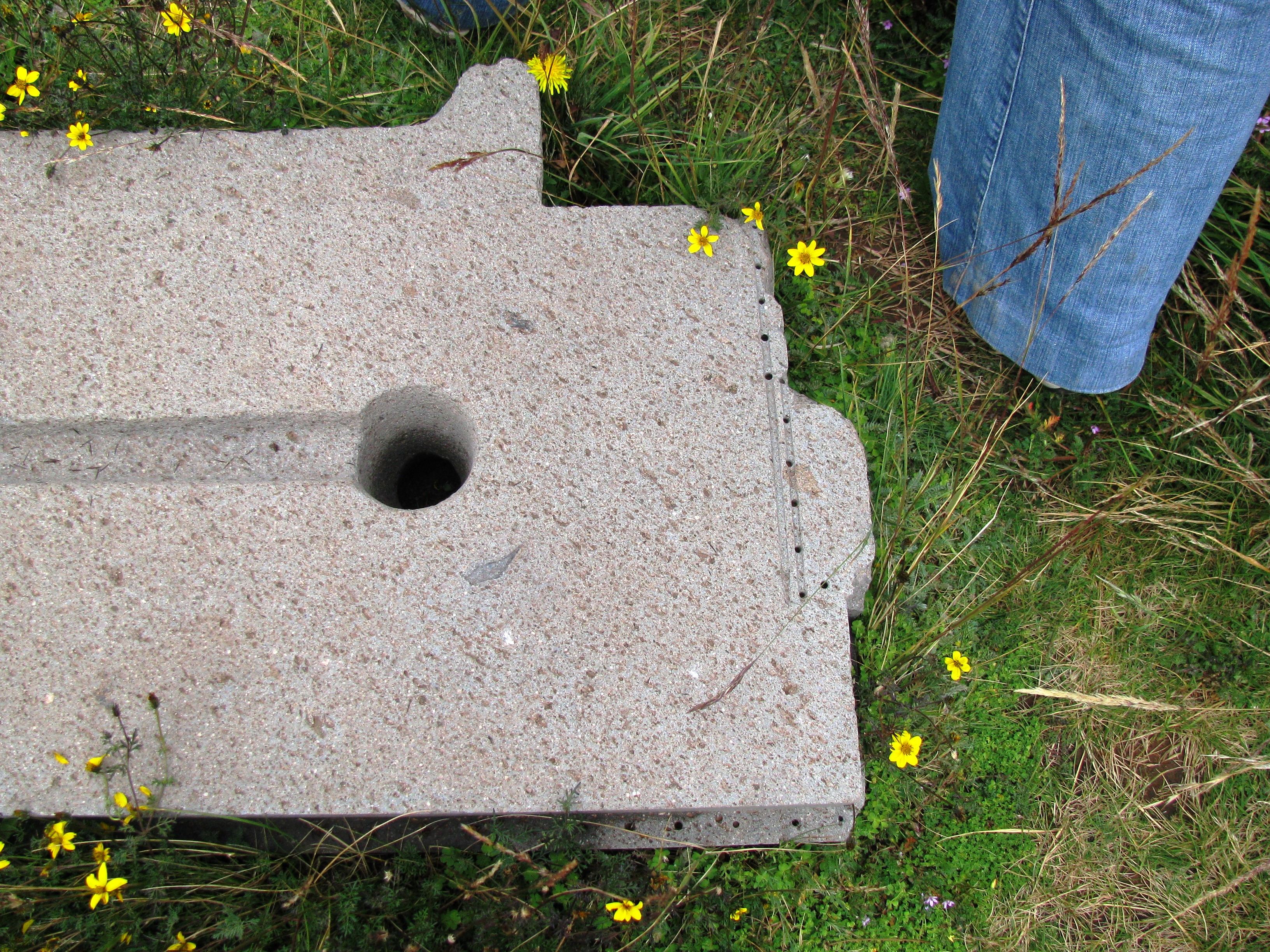
Przykład precyzyjnych mini-otworów na prawej i dolnej krawędzi
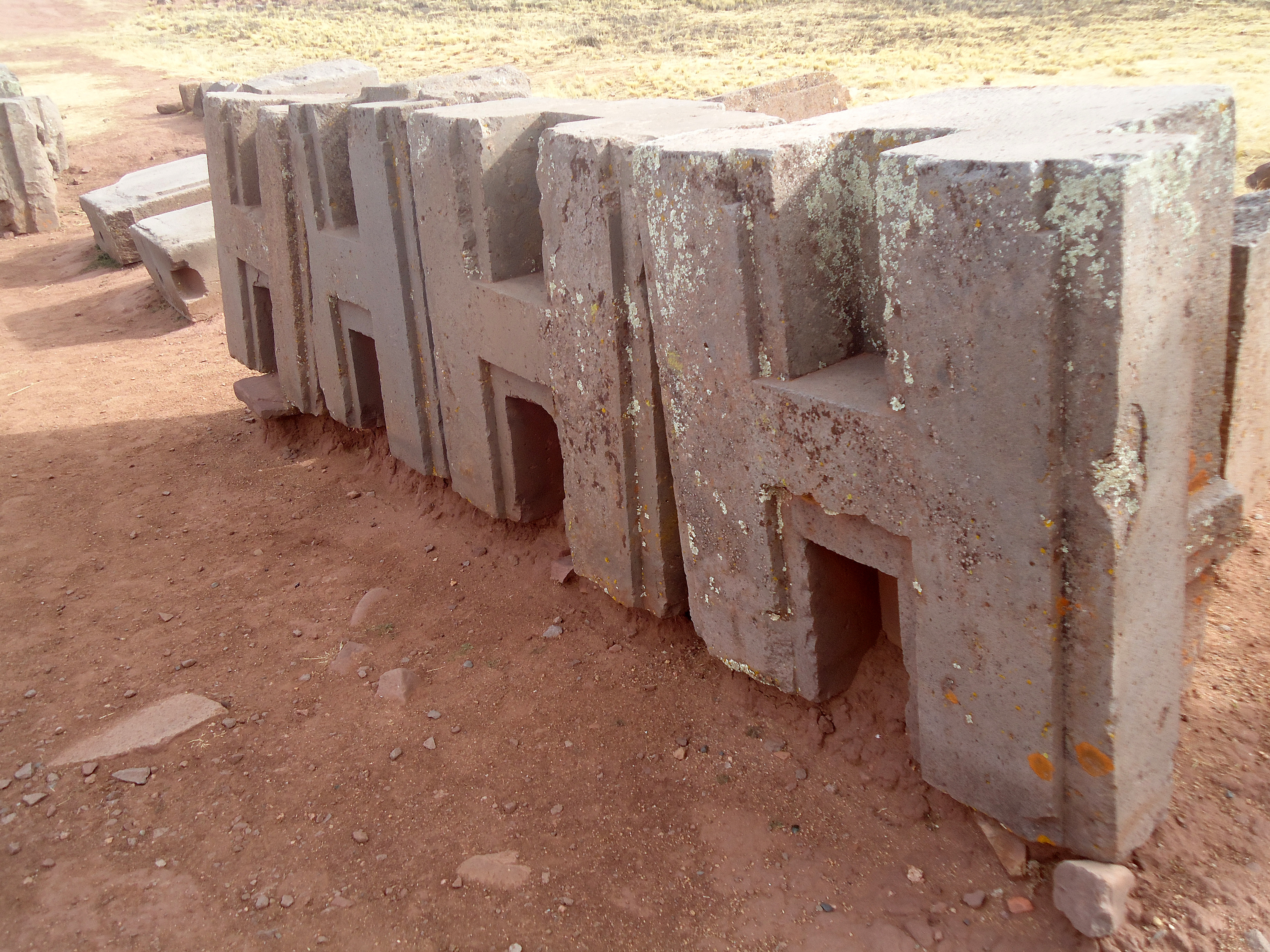
Kamienne elementy w kształcie litery „H”
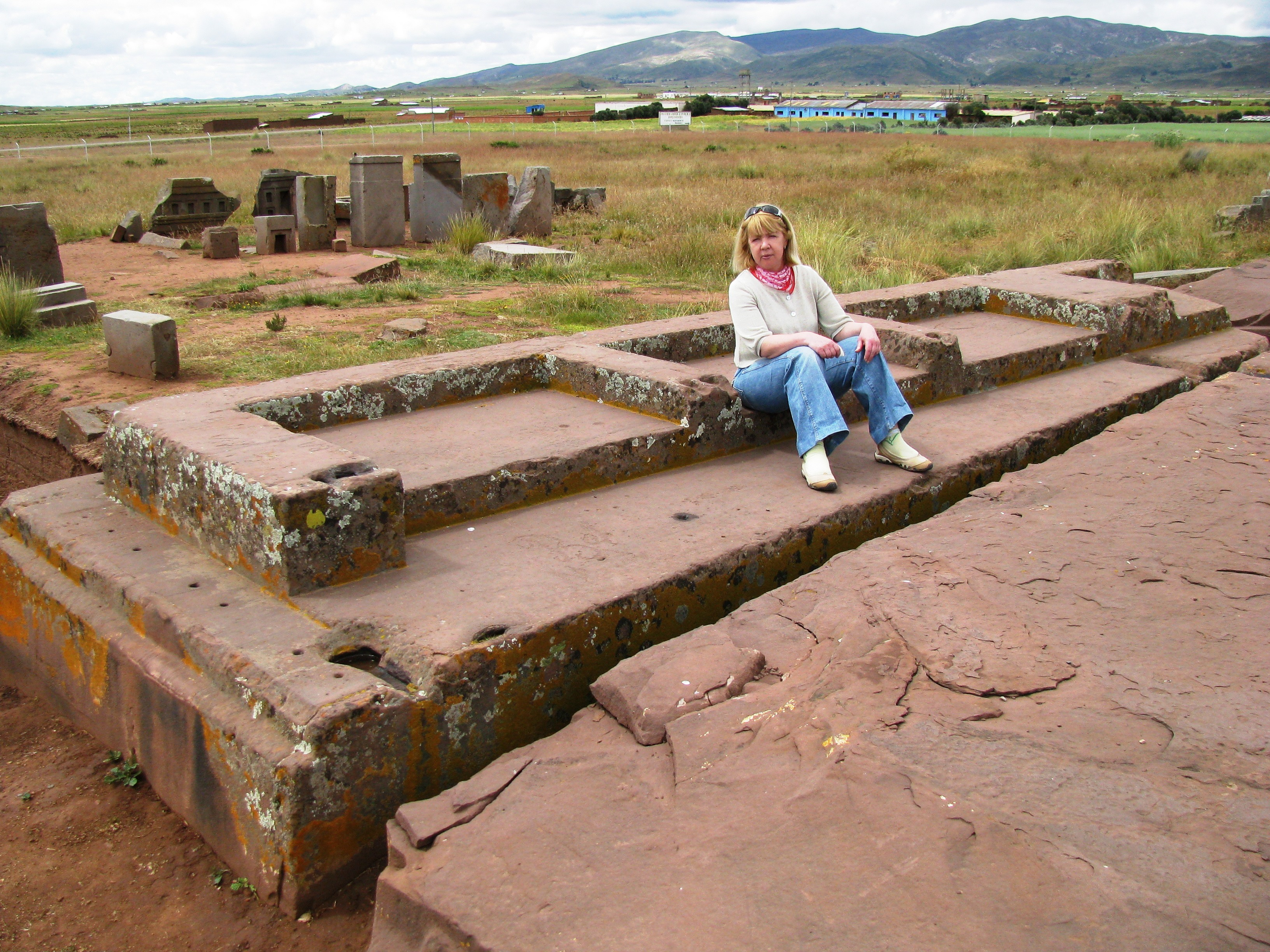
Płyta podstawy z monolitycznego czerwonego piaskowca
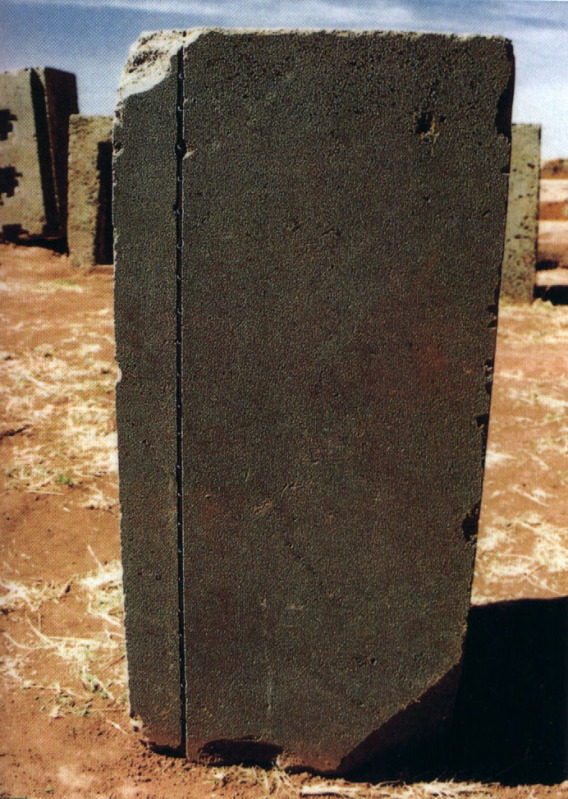
Jeden z monolitycznych bloków diorytowych
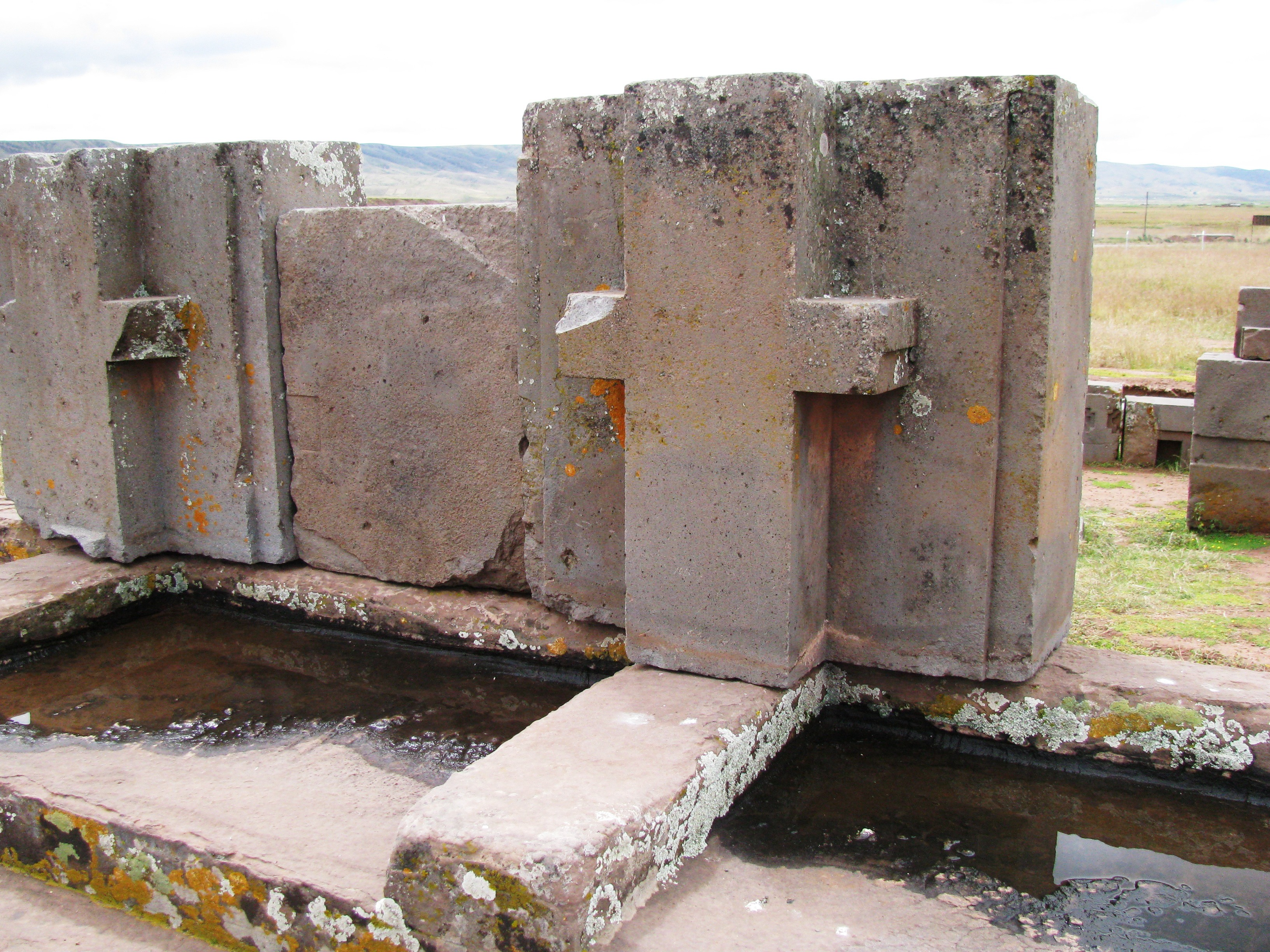
Precyzyjne kamieniarstwo